# Acanthodendrilla
Acanthodendrilla é um gênero de esponja marinha da família Dictyodendrillidae.

## Espécies
- Acanthodendrilla australis Bergquist, 1995
- Acanthodendrilla levii Uriz & Maldonado, 2000